# Déborah Puig-Pey Stiefel
Déborah Puig-Pey Stiefel   (Barcelona, 1960 - 8 de març de 2019) va ser una escriptora de novel·la, relat i poesia i antropòloga catalana.
Llicenciada en Geografia i Història (i especialitatzada en Antropologia Cultural) per la Universitat de Barcelona, va debutar en el camp de la novel·la amb Donde hay nilad després de cultivar durant anys la narrativa breu, obtenint reconeixement en diverses obres d'aquest gènere. Entre d'altres, el seu relat Usura va guanyar l'any 1999 el premi Miguel Delibes de Narrativa Breu-Aula de Lletres de Barcelona i l'any 2005 va ser finalista del XIX Premi Max Aub de Contes, amb l'obra Mordechai. Una interpretación de la muerte.
Era admiradora de la literatura de l'escriptor argentí Jorge Luis Borges, s'identificava amb el model d'escriptura quasi mitològica, en què les coses són breus, complexes i clares i en què l'ésser huma hi és com a testimoni exemplar, a voltes tràgic, d'una estructura lingüística o ignota. També estava interessada en la literatura romàntica, en les germanes Brontë. Jean Rhys, Carson McCullers o Daphne du Maurier, que representen un tipus d'escriptura relacionada amb els clarobscurs de la memòria.

## Obra publicada
- Donde hay nilad.  Menoscuarto Ediciones, 2010. ISBN 978-84-96675-52-0.
- Les músiques de Brúndibar.  Tigre de Paper Edicions, 2014. ISBN 978-84-941664-6-4.
- Las músicas de Brundibar.  Edicions Bellaterra, 2015. ISBN 978-84-7290-703-4.
- Abrerrelatos.  Huerga y Fierro Editores, 2017. ISBN 978-84-947317-0-9.